# Mexico City Open
Il Mexico City Open è un torneo professionistico di tennis giocato su campi in terra rossa, facente parte dell'ATP Challenger Tour. Si gioca al Centro Deportivo Chapultepec di Città del Messico in Messico. La prima edizione si è svolta nell'aprile 2022 e faceva parte della categoria Challenger 125, con un montepremi di 159.360 dollari.
Il torneo ha vinto nel 2024 il premio come torneo dell'anno dell'ATP Challenger Tour.

## Albo d'oro

### Singolare
| Anno | Campione               | Finalista               | Punteggio     |
| ---- | ---------------------- | ----------------------- | ------------- |
| 2025 | Felipe Meligeni Alves  | Luka Pavlovic           | 6–3, 6–3      |
| 2024 | Thiago Agustín Tirante | Alexis Galarneau        | 6–1, 6–3      |
| 2023 | Dominik Koepfer        | Thiago Agustín Tirante  | 2–6, 6–4, 6–2 |
| 2022 | Marc-Andrea Hüsler     | Tomás Martín Etcheverry | 6–4, 6–2      |

### Doppio
| Anno | Campioni                                   | Finalisti                      | Punteggio           |
| ---- | ------------------------------------------ | ------------------------------ | ------------------- |
| 2025 | Santiago González Austin Krajicek          | Ryan Seggerman Patrik Trhac    | 7–6(9), 3–6, [10–5] |
| 2024 | Ryan Seggerman Patrik Trhac                | Tristan Schoolkate Adam Walton | 5–7, 6–4, [10–5]    |
| 2023 | Boris Arias Federico Zeballos              | Evan King Reese Stalder        | 7–5, 5–7, [10–2]    |
| 2022 | Nicolás Jarry Matheus Pucinelli de Almeida | Jonathan Eysseric Artem Sitak  | 6–2, 6–3            |